# Alfonso Sánchez Madariaga
Alfonso Sánchez Madariaga (Real del Monte, Hidalgo; 15 de noviembre de 1905 - Ciudad de México, 3 de abril de 1999) fue un político mexicano.

## Biografía
Fundador, junto con Fidel Velázquez, Jesús Yurén Aguilar, Fernando Amilpa, de la Confederación de Trabajadores de México (CTM) en 1936, central obrera que vio la luz durante el mandato presidencial de Lázaro Cárdenas y que ha defendido los derechos de la clase trabajadora mexicana hasta nuestros días.
El Señor Alfonso Sánchez Madariaga, que en su temprana juventud se ganó la vida como lechero, compartió con su compañero Fidel Velázquez, el anhelo por hacer cumplir los preceptos de la Revolución Mexicana precisamente en el rubro de la justicia social y las condiciones laborales en toda la Nación. En primera instancia se reunió con otros valerosos y comprometidos compañeros en su oficio para velar por los legítimos intereses de los trabajadores de su propio gremio y, conforme fue ampliándose su visión y legitimando sus  inclinaciones a favor de la emancipación y el progreso nacionales colaborando con los gobiernos posrevolucionarios y oponiéndose a las medidas que vulneraban los derechos de la clase obrera, contribuyó de manera determinante a fin de que la CTM aglutinara los sindicatos de las distintas empresas establecidas a lo largo y a lo ancho del territorio de la República Mexicana. 
Siempre sensato en la toma de decisiones y mostrando grandes dotes como conciliador, Sánchez Madariaga, ocupó dignamente distintos cargos por elección popular, como el de Diputado en dos ocasiones y de Senador en una Legislatura. Fue asimismo, representante por México en la Organización Internacional del Trabajo (OIT) con sede en Ginebra, Suiza y Secretario General de la Organización Regional Interamericana de Trabajadores (ORIT).
Hasta los últimos días de su vida se mantuvo al servicio de la causa obrera desempeñando sus funciones con el ahínco y el liderazgo indispensables para la óptima observación de las responsabilidades de un servidor público de su talante. 
Su lucha constante a favor del desarrollo social de México, fue determinante en la creación y la consolidación del Instituto Mexicano del Seguro Social, así como en el respeto irrestricto a las conquistas de la clase trabajadora conseguidas en el siglo XX y que están debidamente consignadas en la Constitución Mexicana y en las leyes derivadas de ella.
Don Alfonso Sánchez Madariaga se casó con la señora Carmen Rosete y le sobreviven tres hijos.